# Dave Menne
David Jeremy Menne (Minneapolis, 29 luglio 1974) è un lottatore di arti marziali miste statunitense.
È stato il primo campione dei pesi medi UFC in assoluto, avendo conquistato il titolo nel 2001.
Durante la sua carriera ha vinto anche le cinture dei pesi leggeri HOOKnSHOOT (la prima in assoluto della lega) e dei pesi cruiser WEF, nonché il torneo Shidokan Jitsu Warriors War 1 in Kuwait.
È il fondatore dell'accademia di arti marziali miste Menne Combat Academy.

## Carriera nelle arti marziali miste

### Inizi
Menne inizia la sua carriera da professionista nel 1997 in Indiana con il torneo dei pesi leggeri HOOKnSHOOT, dove in una sola sera sconfigge tutti e tre i suoi avversari uno dopo l'altro e vince il torneo; le vittorie vennero tutte per KO o sottomissione nel primo round.
Dopo un ottimo inizio lo stesso anno conobbe la sua prima sconfitta per mano di Shonie Carter in un incontro per l'organizzazione Extreme Challenge.
Qui Menne ha un periodo negativo della sua carriera e subisce altre due sconfitte consecutive, portando il suo record personale a 5-3.
Sempre nella Extreme Challenge ebbe la possibilità di prendersi una rivincita su Carter, ma quella volta l'incontro terminò in parità.
La sua quarta sconfitta viene per mano di un giovanissimo Matt Hughes, futura leggenda internazionale delle arti marziali miste.
Dopo quella sconfitta nel 1999 Menne combatté ben 14 incontri consecutivi vincendoli tutti; tra gli avversari sconfitti va menzionato Chris Lytle, futuro campione Cage Rage e veterano dell'UFC.

### RINGS e UFC
L'anno termina però con una sconfitta nell'organizzazione giapponese RINGS per mano di Kiyoshi Tamura, che nei successivi anni 2000 si metterà in luce nella Pride.
Menne ha la possibilità di combattere sia in Giappone per la RINGS che negli Stati Uniti per l'importante UFC: l'esordio in quest'ultima associazione è datato 10 marzo 2000 e trattasi di una vittoria su Fabiano Iha.
In mezzo trova spazio anche per tornare a combattere in Indiana, dove vince il titolo dei pesi cruiser WEF sconfiggendo ai punti il cubano-brasiliano José Landi-Jons.
Prende parte all'importante torneo King of Kings 2000 dell'associazione RINGS, dove passa il primo sbarramento sconfiggendo Wataru Sakata e Roberto Traven, ma nei quarti di finale viene schiantato da Hiromitsu Kanehara.
Partecipa in Kuwait al torneo Shidokan Jitsu Warriors War 1 che vince sconfiggendo ai punti tutti e tre i suoi avversari: il primo di questi era Carlos Newton, che subito dopo quel torneo tornò negli Stati Uniti per vincere il titolo dei pesi welter UFC.
Menne raggiunge il vertice della sua carriera il 28 settembre 2001: venne infatti istituito il titolo dei pesi medi UFC e Menne, con alle spalle un record personale di 30-7-2, venne convocato in qualità di contendente assieme al connazionale Gil Castillo, lottatore al suo sesto incontro da professionista: Menne vinse per decisione unanime dei giudici di gara dopo 25 minuti ininterrotti di combattimento, divenendo il primo campione dei pesi welter nella storia dell'UFC.
Il suo regno di campione dura però poco più di tre mesi, e nel gennaio 2002 Menne viene messo KO da Murilo Bustamante, che gli soffia la cintura.
Il suo ultimo incontro del 2002 contro Phil Baroni è drammatico e Menne viene messo KO dopo pochi secondi e, privo di sensi ma ancora in piedi perché appoggiato alla rete, viene massacrato al volto da Baroni fino a che l'arbitro lo ferma.
Menne lasciò l'UFC dal 2003 al 2006 per poi tornare per un paio di incontri contro Josh Koscheck e Luigi Fioravanti, entrambi persi.

### Dopo l'UFC
Menne passò i rimanenti anni a combattere in diverse organizzazioni quali l'Extreme Challenge, la DEEP, la Cage Rage e la Bellator, affrontando anche rivali di livello come Jake Shields.

## Risultati nelle arti marziali miste
| Risultato | Record  | Avversario         | Metodo                              | Evento                                       | Data              | Round | Tempo | Città                     | Note                                                   |
| --------- | ------- | ------------------ | ----------------------------------- | -------------------------------------------- | ----------------- | ----- | ----- | ------------------------- | ------------------------------------------------------ |
| Sconfitta | 45-17-2 | Murilo Bustamante  | Decisione (unanime)                 | AFC: Amazon Forest Combat 2                  | 31 marzo 2012     | 3     | 5:00  | Manaus, Brasile           |                                                        |
| Vittoria  | 45–16-2 | Eric Davila        | Sottomissione (ghigliottina)        | UWF 1: Huerta vs. War Machine                | 26 novembre 2011  | 1     | -     | Phar, Stati Uniti         |                                                        |
| Vittoria  | 44–16-2 | Adrian Miles       | Decisione (unanime)                 | XKL Evolution 2                              | 24 aprile 2010    | 3     | 5:00  | Minneapolis, Stati Uniti  |                                                        |
| Sconfitta | 43-16-2 | Omar De La Cruz    | KO Tecnico (pugni)                  | Bellator VII                                 | 15 maggio 2009    | 1     | 3:19  | Chicago, Stati Uniti      | Torneo Pesi Welter Bellator, Semifinale                |
| Vittoria  | 43–15-2 | Norman Paraisy     | Sottomissione (rear naked choke)    | Bellator IV                                  | 17 aprile 2009    | 3     | 2:39  | Norman, Stati Uniti       | Torneo Pesi Welter Bellator, Quarti di finale          |
| Vittoria  | 42–15-2 | Travis McCollough  | KO Tecnico (pugni)                  | Brutaal: Fight Club                          | 2 maggio 2008     | 1     | 2:34  | Minnesota, Stati Uniti    |                                                        |
| Sconfitta | 41-15-2 | Luigi Fioravanti   | KO Tecnico (pugni)                  | UFC Fight Night: Sanchez vs Riggs            | 13 dicembre 2006  | 1     | 4:44  | San Diego, Stati Uniti    |                                                        |
| Sconfitta | 41-14-2 | Josh Koscheck      | Decisione (unanime)                 | UFC Ultimate Fight Night 5                   | 28 giugno 2006    | 3     | 5:00  | Las Vegas, Stati Uniti    |                                                        |
| Vittoria  | 41–13-2 | Alex Reid          | Decisione (unanime)                 | Cage Rage 16                                 | 22 aprile 2006    | 3     | 5:00  | Londra, Regno Unito       |                                                        |
| Sconfitta | 40-13-2 | Jake Shields       | Decisione (unanime)                 | Rumble on the Rock 8                         | 20 gennaio 2006   | 3     | 5:00  | Hawaii, Stati Uniti       | Torneo dei Pesi Welter ROTR, Quarti di finale          |
| Sconfitta | 40-12-2 | Ed Herman          | KO Tecnico (stop dall'angolo)       | Extreme Challenge 63                         | 23 luglio 2005    | 1     | 5:00  | Wisconsin, Stati Uniti    |                                                        |
| Vittoria  | 40–11-2 | Jerry Spiegel      | Sottomissione (ghigliottina)        | Extreme Challenge 62                         | 18 giugno 2005    | 1     | 3:17  | Minnesota, Stati Uniti    |                                                        |
| Vittoria  | 39–11-2 | Trevor Garrett     | Decisione (non unanime)             | Extreme Challenge 60                         | 12 novembre 2004  | 3     | 5:00  | Minnesota, Stati Uniti    |                                                        |
| Vittoria  | 38–11-2 | Eddie Sanchez      | Sottomissione (rear naked choke)    | Extreme Challenge 59                         | 24 settembre 2004 | 1     | 0:53  | Minnesota, Stati Uniti    |                                                        |
| Vittoria  | 37–11-2 | Todd Carney        | Decisione                           | Extreme Challenge 58                         | 11 giugno 2004    | 3     | 5:00  | Minnesota, Stati Uniti    |                                                        |
| Vittoria  | 36–11-2 | Leo Sylvest        | Sottomissione (toe hold)            | Extreme Challenge 56                         | 26 marzo 2004     | 1     | 2:06  | Minnesota, Stati Uniti    |                                                        |
| Sconfitta | 35-11-2 | Falaniko Vitale    | Decisione (unanime)                 | SuperBrawl 33                                | 7 febbraio 2004   | 3     | 5:00  | Hawaii, Stati Uniti       |                                                        |
| Vittoria  | 35–10-2 | Sam Cleveland      | KO Tecnico                          | EC: Best of the Best 2 – Day Event           | 2 agosto 2003     | 1     | -     | Minnesota, Stati Uniti    |                                                        |
| Sconfitta | 34-10-2 | Hayato Sakurai     | KO Tecnico (ferita)                 | DEEP: 10th Impact                            | 25 giugno 2003    | 2     | 2:02  | Tokyo, Giappone           |                                                        |
| Vittoria  | 34–9-2  | Dennis Reed        | KO Tecnico                          | EC: Extreme Combat                           | 14 giugno 2003    | 1     | -     | Minnesota, Stati Uniti    |                                                        |
| Vittoria  | 33–9-2  | Todd Carney        | Sottomissione (ghigliottina)        | ICC 2: Rebellion                             | 18 aprile 2003    | 1     | 1:05  | Stati Uniti               |                                                        |
| Sconfitta | 32-9-2  | Phil Baroni        | KO (colpi)                          | UFC 39: The Warriors Return                  | 27 settembre 2002 | 1     | 0:18  | Uncasville, Stati Uniti   |                                                        |
| Vittoria  | 32–8-2  | Robert Ferguson    | Forfait                             | UAGF 2: Ultimate Cage Fighting 2             | 30 luglio 2002    | 2     | 5:00  | California, Stati Uniti   |                                                        |
| Sconfitta | 31-8-2  | Murilo Bustamante  | KO Tecnico (pugni)                  | UFC 35: Throwdown                            | 11 gennaio 2002   | 2     | 0:44  | Uncasville, Stati Uniti   | Perde il titolo dei Pesi Medi UFC                      |
| Vittoria  | 31–7-2  | Gil Castillo       | Decisione (unanime)                 | UFC 33: Victory in Vegas                     | 28 settembre 2001 | 5     | 5:00  | Las Vegas, Stati Uniti    | Vince il titolo dei Pesi Medi UFC                      |
| Sconfitta | 30-7-2  | Hiromitsu Kanehara | KO Tecnico (pugni)                  | Rings: King of Kings 2000 Final              | 24 febbraio 2001  | 3     | 3:24  | Tokyo, Giappone           | Torneo King of Kings 2000, Quarti di finale            |
| Vittoria  | 30–6-2  | Karimula Barkalaev | Decisione (unanime)                 | Shidokan Jitsu: Warriors War 1               | 8 febbraio 2001   | 1     | 10:00 | Madinat al-Kuwait, Kuwait | Vince il torneo Shidokan Jitsu Warriors War 1          |
| Vittoria  | 29–6-2  | Shamir Maromegob   | Decisione (unanime)                 | Shidokan Jitsu: Warriors War 1               | 8 febbraio 2001   | 1     | 10:00 | Madinat al-Kuwait, Kuwait | Torneo Shidokan Jitsu Warriors War 1, Semifinale       |
| Vittoria  | 28–6-2  | Carlos Newton      | Decisione (unanime)                 | Shidokan Jitsu: Warriors War 1               | 8 febbraio 2001   | 1     | 10:00 | Madinat al-Kuwait, Kuwait | Torneo Shidokan Jitsu Warriors War 1, Quarti di finale |
| Vittoria  | 27–6-2  | Roberto Traven     | Decisione (unanime)                 | Rings: King of Kings 2000 Block A            | 9 ottobre 2000    | 3     | 5:00  | Tokyo, Giappone           | Torneo King of Kings 2000, Secondo turno               |
| Vittoria  | 26–6-2  | Wataru Sakata      | Decisione (unanime)                 | Rings: King of Kings 2000 Block A            | 9 ottobre 2000    | 2     | 5:00  | Tokyo, Giappone           | Torneo King of Kings 2000, Primo turno                 |
| Sconfitta | 25-6-2  | Chris Munsen       | Decisione                           | Rings USA: Rising Stars Block B              | 22 luglio 2000    | 2     | 5:00  | Hawaii, Stati Uniti       |                                                        |
| Parità    | 25–5-2  | Ryuki Ueyama       | Parità                              | Rings: Millennium Combine 2                  | 15 giugno 2000    | 2     | 5:00  | Tokyo, Giappone           |                                                        |
| Vittoria  | 25–5-1  | José Landi-Jons    | Decisione (maggioranza)             | WEF 9: World Class                           | 13 maggio 2000    | 3     | 5:00  | Indiana, Stati Uniti      | Vince il titolo dei Pesi Cruiser WEF                   |
| Vittoria  | 24–5-1  | Fabiano Iha        | Decisione (unanime)                 | UFC 24: This Time It's Personal              | 10 marzo 2000     | 3     | 5:00  | Lake Charles, Stati Uniti | Debutto in UFC                                         |
| Sconfitta | 23-5-1  | Kiyoshi Tamura     | Decisione (unanime)                 | Rings: King of Kings 1999 Block B            | 22 dicembre 1999  | 2     | 5:00  | Osaka, Giappone           | Torneo King of Kings 1999, Primo turno                 |
| Vittoria  | 23–4-1  | Laverne Clark      | Sottomissione (ghigliottina)        | Extreme Challenge 29                         | 13 novembre 1999  | 2     | 3:18  | Wisconsin, Stati Uniti    |                                                        |
| Vittoria  | 22–4-1  | Chris Lytle        | Decisione (unanime)                 | Extreme Challenge 29                         | 13 novembre 1999  | 2     | 5:00  | Wisconsin, Stati Uniti    |                                                        |
| Vittoria  | 21–4-1  | Jutaro Nakao       | Decisione (unanime)                 | SuperBrawl 13                                | 7 settembre 1999  | 3     | 5:00  | Hawaii, Stati Uniti       |                                                        |
| Vittoria  | 20–4-1  | Mark Walker        | Sottomissione (rear naked choke)    | Ultimate Wrestling                           | 13 agosto 1999    | 1     | 1:15  | Minnesota, Stati Uniti    |                                                        |
| Vittoria  | 19–4-1  | Joe Geromiller     | Sottomissione (kneebar)             | Submission Fighting Championships 7          | 4 luglio 1999     | 1     | 3:10  | Illinois, Stati Uniti     |                                                        |
| Vittoria  | 18–4-1  | CJ Fernandes       | Sottomissione (armbar)              | Dangerzone: Mahnomen                         | 19 giugno 1999    | 1     | 0:58  | Minnesota, Stati Uniti    |                                                        |
| Vittoria  | 17–4-1  | Jesse Jones        | Decisione                           | Extreme Challenge 25                         | 11 giugno 1999    | 1     | 20:00 | Iowa, Stati Uniti         |                                                        |
| Vittoria  | 16–4-1  | Brent Medley       | KO Tecnico                          | Extreme Challenge 25                         | 11 giugno 1999    | 1     | 0:21  | Iowa, Stati Uniti         |                                                        |
| Vittoria  | 15–4-1  | Dennis Hallman     | Decisione (unanime)                 | Shooto: 10th Anniversary Event               | 29 maggio 1999    | 3     | 5:00  | Yokohama, Giappone        |                                                        |
| Vittoria  | 14–4-1  | Jim Czajkowski     | Sottomissione (kneebar)             | Submission Fighting Championships 6          | 30 aprile 1999    | 1     | -     | Illinois, Stati Uniti     |                                                        |
| Vittoria  | 13–4-1  | Mike McClure       | KO Tecnico (Sottomissione ai pugni) | Extreme Challenge 23                         | 2 aprile 1999     | 1     | 4:47  | Indiana, Stati Uniti      |                                                        |
| Vittoria  | 12–4-1  | Ken Parham         | Decisione                           | Extreme Challenge 23                         | 2 aprile 1999     | 1     | 15:00 | Indiana, Stati Uniti      |                                                        |
| Vittoria  | 11–4-1  | Vernon Yates       | Sottomissione (rear naked choke)    | Gladiators 2                                 | 18 marzo 1999     | 1     | 0:18  | Iowa, Stati Uniti         |                                                        |
| Vittoria  | 10–4-1  | Brett Jones        | Sottomissione (rear naked choke)    | Gladiators 2                                 | 18 marzo 1999     | 1     | 0:14  | Iowa, Stati Uniti         |                                                        |
| Sconfitta | 9-4-1   | Matt Hughes        | Decisione                           | Extreme Challenge 21                         | 17 ottobre 1998   | 1     | 15:00 | Wisconsin, Stati Uniti    |                                                        |
| Vittoria  | 9–3-1   | Adam Johnson       | Sottomissione (ghigliottina)        | Extreme Challenge 21                         | 17 ottobre 1998   | 1     | 0:51  | Wisconsin, Stati Uniti    |                                                        |
| Parità    | 8–3-1   | Shonie Carter      | Parità                              | Extreme Challenge 20                         | 22 agosto 1998    | 1     | 20:00 | Iowa, Stati Uniti         |                                                        |
| Vittoria  | 8–3     | Phil Johns         | Decisione                           | Extreme Challenge 19                         | 20 giugno 1998    | 1     | 15:00 | Wisconsin, Stati Uniti    |                                                        |
| Vittoria  | 7–3     | Andy Sanders       | Decisione                           | Extreme Challenge 19                         | 20 giugno 1998    | 1     | 15:00 | Wisconsin, Stati Uniti    |                                                        |
| Vittoria  | 6–3     | Henry Matamoros    | Decisione                           | Wisconsin Vale Tudo                          | 30 maggio 1998    | 1     | 10:00 | Wisconsin, Stati Uniti    |                                                        |
| Sconfitta | 5-3     | Adrian Serrano     | Decisione                           | Wisconsin Vale Tudo                          | 4 aprile 1998     | 1     | 12:00 | Wisconsin, Stati Uniti    |                                                        |
| Sconfitta | 5-2     | Jesse Jones        | Sottomissione (armbar)              | Extreme Challenge 15                         | 27 febbraio 1998  | 1     | 5:45  | Indiana, Stati Uniti      |                                                        |
| Sconfitta | 5-1     | Shonie Carter      | Decisione                           | Extreme Challenge 5                          | 18 aprile 1997    | 1     | 15:00 | Iowa, Stati Uniti         |                                                        |
| Vittoria  | 5–0     | LaVerne Clark      | Sottomissione (triangolo)           | Extreme Challenge 5                          | 18 aprile 1997    | 1     | 5:51  | Iowa, Stati Uniti         |                                                        |
| Vittoria  | 4–0     | Tim Wills          | Sottomissione                       | HOOKnSHOOT: Absolute Fighting Championship 1 | 5 aprile 1997     | 1     | 1:06  | Indiana, Stati Uniti      | Vince il titolo dei Pesi Leggeri HOOKnSHOOT            |
| Vittoria  | 3–0     | Sean Coultas       | KO Tecnico (gettato asciugamano)    | HOOKnSHOOT: Lightweight Championship         | 4 aprile 1997     | 1     | 3:29  | Indiana, Stati Uniti      | Vince il torneo dei Pesi Leggeri HOOKnSHOOT            |
| Vittoria  | 2–0     | Adam Fisher        | Sottomissione (rear naked choke)    | HOOKnSHOOT: Lightweight Championship         | 4 aprile 1997     | 1     | 3:39  | Indiana, Stati Uniti      | Torneo dei Pesi Leggeri HOOKnSHOOT, Semifinale         |
| Vittoria  | 1–0     | Duane Bressinger   | Sottomissione (armbar)              | HOOKnSHOOT: Lightweight Championship         | 4 aprile 1997     | 1     | 2:37  | Indiana, Stati Uniti      | Torneo dei Pesi Leggeri HOOKnSHOOT, Quarti di finale   |